# Vela de papallona

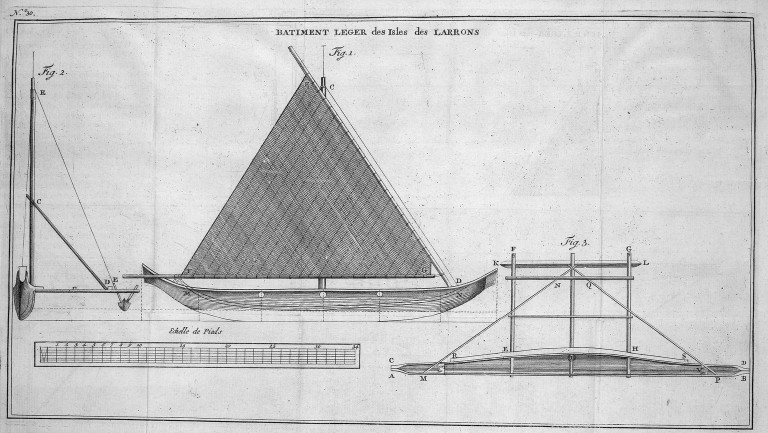
"Proa" o canoa polinèsia de les Illes Mariannes segons descripció de George Anson (viatge de 1743)

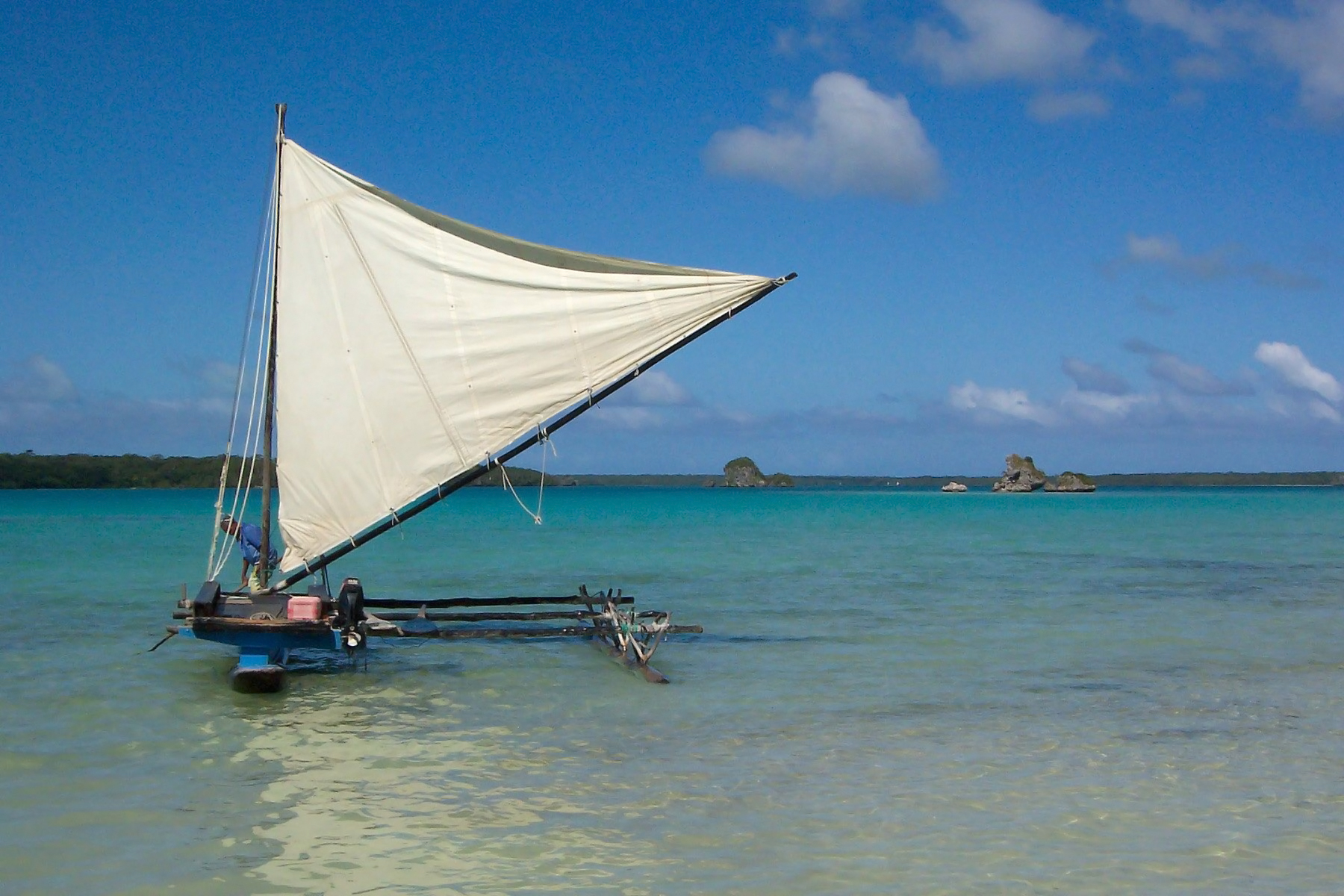
Canoa polinèsia de Nova Caledònia

L'expressió vela de papallona indica totes les variants de la vela tradicional emprada en les canoes polinèsies i embarcacions similars arreu de l’Oceà Pacífic. En els models més sofisticats de canoes polinèsies, les canoes de les Illes Mariannes (islas de las Velas latinas), la vela de papallona presenta una forma de triangle isòsceles amb dos dels costat units a sengles perxes. El conjunt format per la vela i les perxes va penjat en un pal únic i vertical de forma que pugui girar lliurement.

## Descripció i terminologia

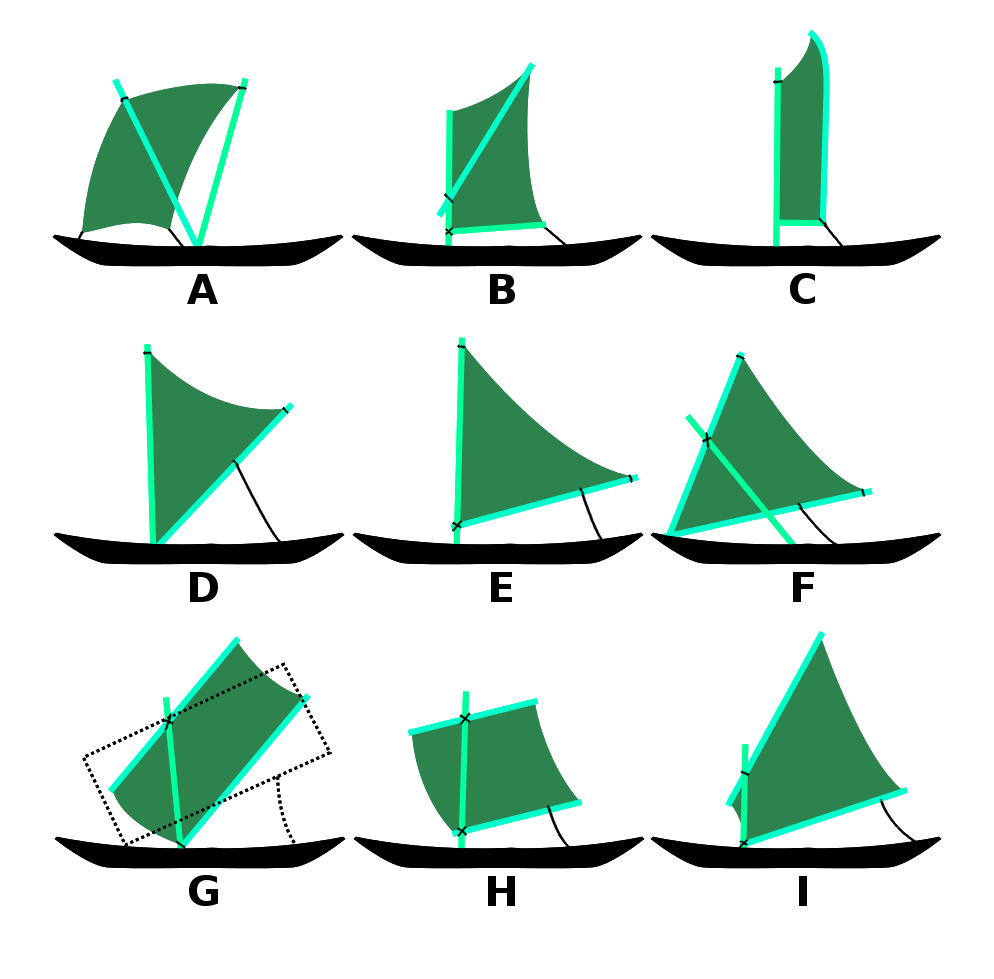
Veles austronèsiques diverses.

Considerant l’època iniciada l’any 1521 (data de la primera referència europea sobre el tema) i fins a final del segle xix (període de decadència de l’ús habitual de les canoes de vela) la difusió i varietat de models tradicionals d’embarcacions insulars del Pacífic és prou gran. I presenta un problema de descripció.
Un altre problema afegit és el dels pobles austronèsics i les llengües austronèsiques. Cada poble disposava d’un o dos models de canoa de vela. Models que designava (conjunt i parts) en la seva llengua. Molts d’aquells models d’embarcació s’han perdut juntament amb la terminologia tradicional.
A partir de la documentació existent hi ha alguns estudis recents (generals i particulars) sobre canoes polinèsies en llengües "occidentals". Aquests treballs empren una terminologia simplificada i fan servir termes aborígens quan entren a explicar alguns detalls.

### Classificació
En aquest article se seguirà la classificació següent:
- veles austronèsiques en general = veles de papallona
- veles de papallona del tipus “crab claw sail”= veles de pinça de cranc (una varietat de l’anterior)
- altres veles austronèsiques = en cada cas particular s’adoptarà la denominació més freqüent segons els especialistes (autors dels estudis publicats citats més amunt.

### Justificació de la terminologia
L'expressió “butterfly sails”, veles de papallona, fou publicada l’any 1891 per Robert Henry Codrington. L’any 2014, Anne di Piazza va presentar un treball sobre la vela de papallona de Vanuatu: The Vanuatu “Butterfly Sail”: A Polynesian Oceanic Spritsail in Melanesia.

### Vela de pinça de cranc
La terminologia recent en anglès ha adoptat l'expressió “crab claw sail”. No queda clar quan va començar aquesta decisió. És freqüent el seu ús convencional per a denominar totes les veles austronèsiques. De fet hi ha un tipus particular de vela de papallona (pràcticament desaparegut), de tres costats i amb dues perxes molt corbades, que recorda molt la pinça d’alguns crancs.
Les descripcions més antigues de les veles de papallona parlen de veles triangulars. I un triangle no s’assembla gens a una pinça de cranc.
|  |  |  |  |

### Maniobra
Amb independència de la forma de la vela pròpiament dita, la maniobra de la canoa determina la posició del pal o perxes que la sostenen i l'eixàrcia de treball imprescindible per a navegar. Hi ha dues maneres de navegar i maniobrar possibles:
- amb el balancí o batanga sempre a sobrevent
  - implica canoes simètriques en el sentit proa-popa i fer bordades sense virar per avant (“shunting” = fer de proa popa, capicular)
- amb el balancí a sobrevent o sotavent
  - la proa de la canoa sempre és la proa; els canvis de bord es fan virant per avant.

## Materials

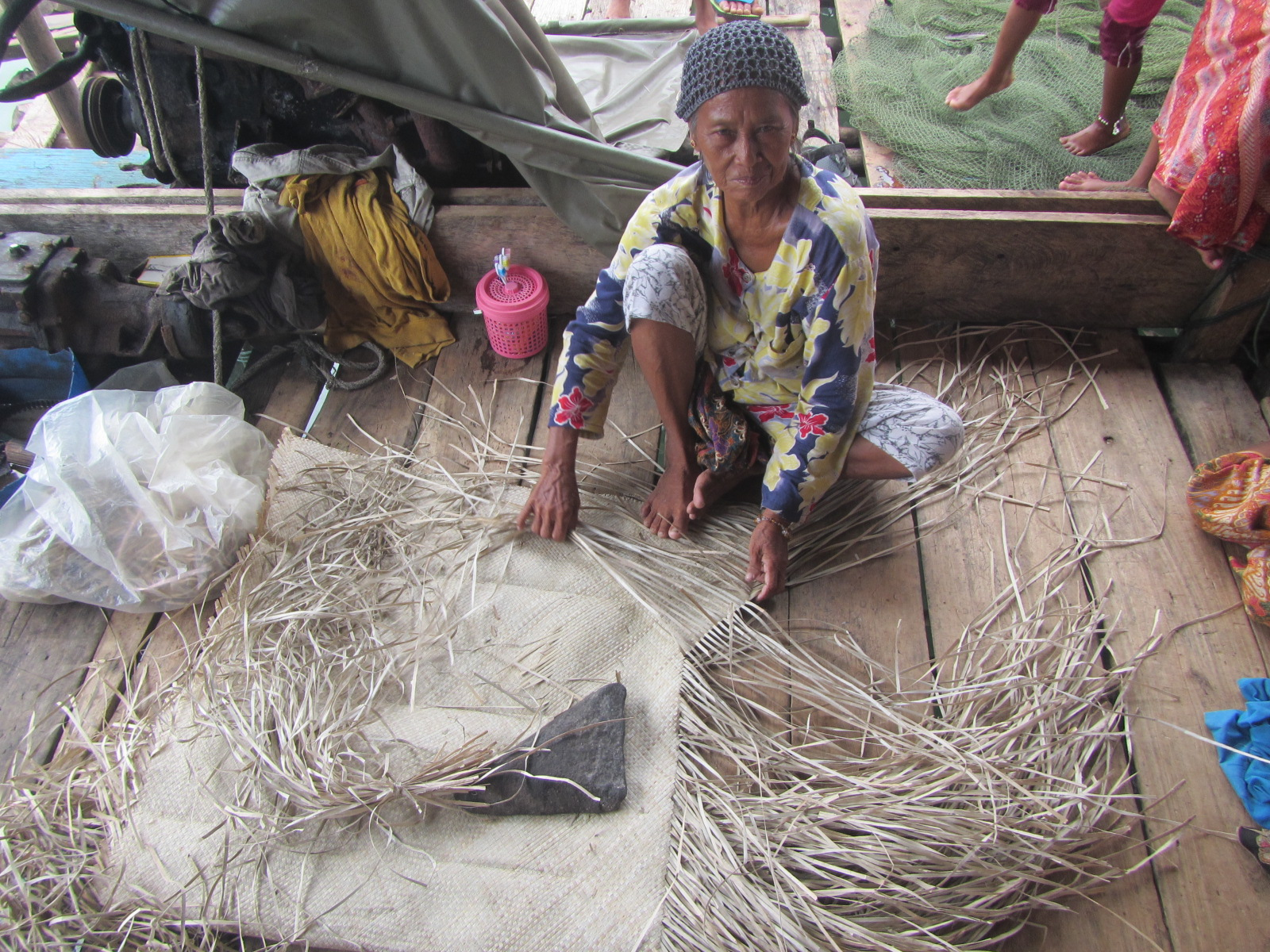
Dona badjao teixint tires de pandanus

Durant segles les veles polinèsies es fabricaren a partir de les fulles de pandanus. Cada fulla es tallava en tires més o menys estretes que, posteriorment, es teixien manualment. En el relat d’algun dels primers exploradors s’esmenta que les dones teixien (com quan feien estores) i que els homes cosien les peces teixides per a formar la vela. Des del segle XX les veles de papallona es fan a partir de teixits convencionals.
Una part important de la recuperació d’embarcacions amb veles de papallona es basa en la construcció de veles i embarcacions per part d’afeccionats. Són freqüents els exemples de veles confegides amb làmines de polímers “no teixits” (“polytarp” i similars). Amb un cost més reduït que el dels teixits veritables, permeten provar dissenys experimentals i disposar de veles provisionals o definitives.

## Història
Aquesta vela fou inventada pels pobles austronèsics abans del 1500 aC. Els primers exploradors europeus la denominaren “vela llatina”, basant-se en la forma triangular de les veles que els eren familiars i el mateix aspecte triangular de les veles de papallona.

### Francesc Albo
En el seu derroter del primer viatge de Magallanes-Elcano, en el mes de març de 1521, va parlar de les canoes simètriques de les illes Mariannes, amb veles triangulars fetes d’estora. 
| « | …así vimos muchas velas pequeñas que venían a nos, y andaban tanto que parecía que volasen, y tenían las velas de estera hechas en triángulo, y andaban por ambas partes que hacían de la popa proa y de a proa popa cuando querían… | » |
| — Francisco Albo. Derrotero del viaje de Magallanes desde el cabo de San Agustín en el Brasil, hasta el regreso a España de la nao Victoria. | |   |

### Antonio Pigafetta
En el mateix viatge de Magallanes-Elcano, Pigafetta fa una descripció simple de les veles de papallona.
| « | …Il loro divertimento consiste nell' andare a diporto colle lor donne nelle loro barchette, che s'assomigliano alle fusiniere, se non che sono più strette ; e tutte son colorate altre di nero, e altre di rosso. La vela loro è di foglie di palma insieme cucite, e fatta a modo di vela latina. Nella parte opposta alla vela v'è una grossa trave appuntata, sostenuta con pali a traverso, la qual serve di equilibrio per navigare con sicurezza . Hanno il timone simile ad una pala da fornaio, cioè una pertica con una tavola in cima ; e doppio essendo questo timone o remo, fanno a piacer loro di poppa prora... | » |
| — Antonio Pigafetta. Primo viaggio intorno al globo terracqueo ossia ragguaglio della navigazione alle Indie orientali per la via d'occidente Fatta sulla squadra di Magaglianes negli anni 1519-1522. | |   |

### Abel Tasman

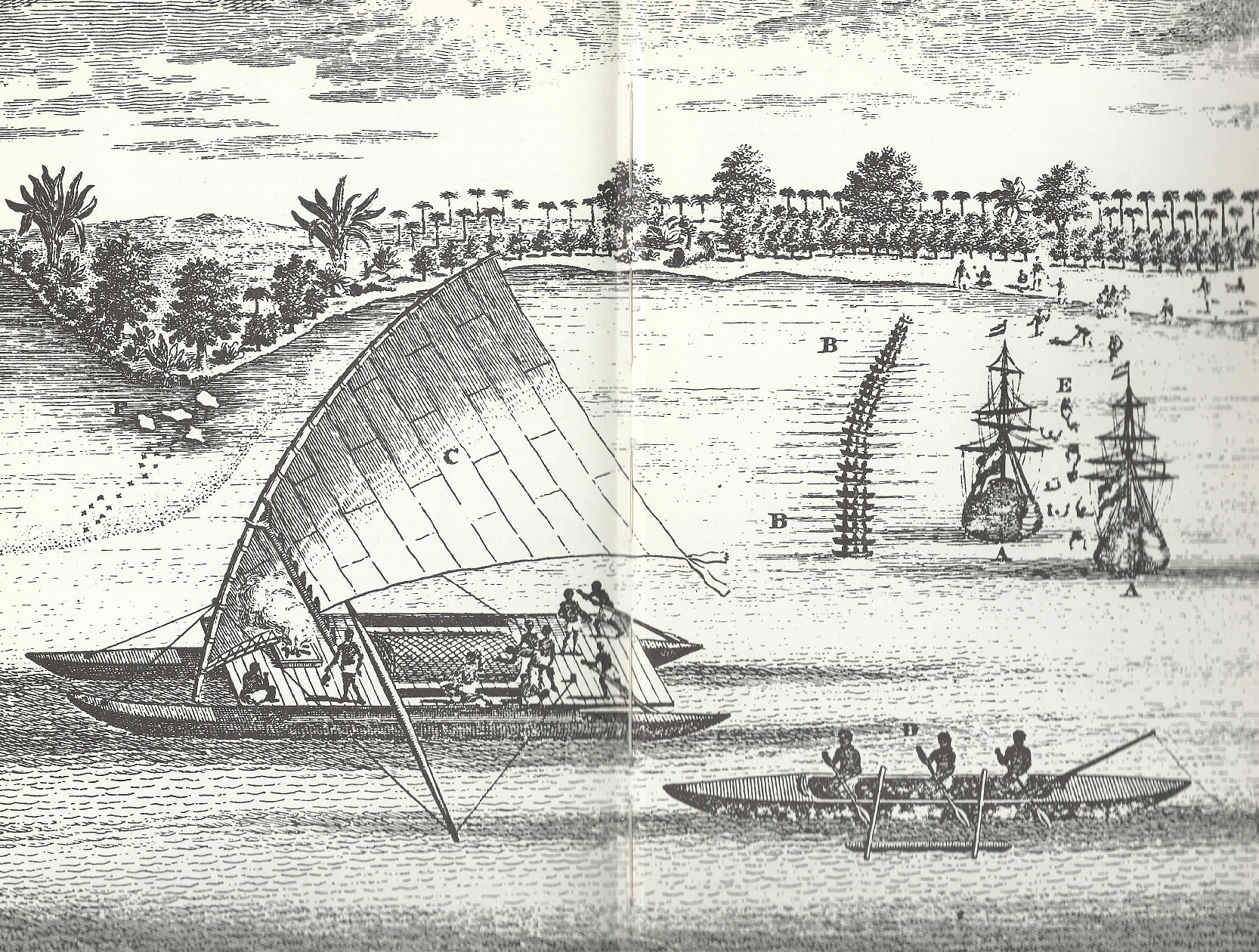
Gravat d’una canoa vista en el viatge d’Abel Tasman (Tongatapu 1643)

El 20 de gener de 1643 va arribar a l'arxipèlag de Tonga. Un dels seus dibuixants va representar (dins de l'escena general amb dos vaixells holandesos ancorats i altres embarcacions locals) una canoa de vela.
Tot i que el dibuix no mostra la perxa inferior, aquest element és imprescindible per a rebre la força de l'escota i distribuir-lo per la part inferior de la vela. Sense perxa inferior l'escota hauria d'anar amarrada al puny (com en un Patí de vela). El dibuix no representa cap puny d'escota ni cap escota afermada al puny.

### William Dampier
L’any 1686 va descriure amb cert detall les canoes que ell anomenava “proes” o “Indian boats”.
| «                                                | ... The Mast stands exactly in the middle, with a long Yard that peeps up and down like a Mizen-yard. One end of it reacheth down to the end or head of the Boat, where it is placed in a notch, that is made... At the Foot of the Sail there is another small Yard to keep the Sail out square, and to roll up the Sail on when it blows hard; for it serves instead of a Reef... | » |
| — William Dampier. A new voyage round the world. | |   |

### George Anson(1743)
En la seva narració d’un viatge de volta al món, amb el càrrec de comodor de l'estol, George Anson parlava amb admiració de les “proes voladores” de les illes Mariannes. Les seves observacions esmenten velocitats de 20 nusos. L’anàlisi d’una canoa capturada va permetre anotar i dibuixar els detalls de la canoa i de la vela.
| «                                                             | ... These Indians are a bold, strong, well-limbed people, and, as it should seem from some of their practices, are no ways defective in understanding, for their flying proas in particular, which during ages past have been the only vessels employed by them, are so singular and extraordinary an invention that it would do honour to any nation, however dextrous and acute... | » |
| — A VOYAGE ROUND THE WORLD in the years 1740-4 by LORD ANSON. | |   |

### Louis Antoine de Bougainville(1768)
| «   | ... La voile de leurs pirogues est composée de plusieurs nattes et triangulaire ; deux de ses côtés sont envergués sur des bâtons dont l'un sert à assujettir le long du mât, et l'autre, établi sur la ralingue du dehors, fait l'effet d'une livarde... Quoi que nous fissions alors sept & huit milles par heure, ces pirogues à la voile tournaient autour de nous avec la même aisance que si nous eussions été à l’ancre... | » |
| — . | |   |

### James Cook(1774)
El capità Cook va fer diversos comentaris sobre les canoes polinèsies.
| «                                                | ...the sail is latteen, extended to a latteen yard above, and to a boom at the foot; in one word, it is like a whole mizzen, supposing the whole foot to be extended to a boom...The yard is slung nearly in the middle, or upon an equipoise... | » |
| — Kames Cook. The Voyages of Captain James Cook. | |   |

### Charles Wilkes (1839)

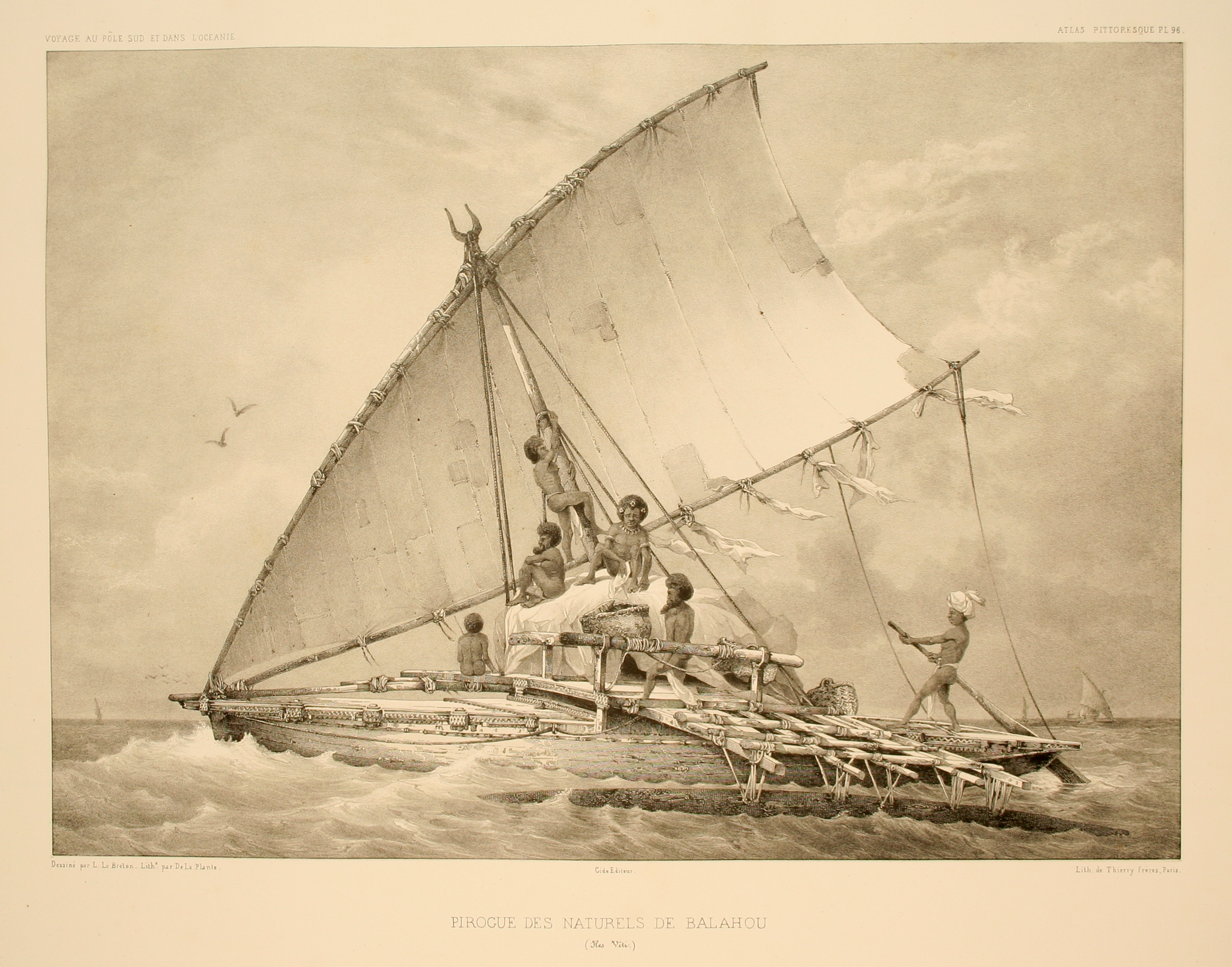
Vela de papallona. Illa d’Obalahou. 1846.

Comandant d’un estol d’exploració nord-americà va descriure les canoes de vela de Samoa.
| «                                                                                                 | ... Having both a prow and stern, these canoes cannot be manoeuvred without tacking; consequently the outrigger that constitutes their safety is, in using their sail, alternately to leeward and windward, and does not, when to leeward, add much to the stability of the canoe. ... …The sail is made of a mat, of a triangular shape, with its apex below: some of these are ten feet high… | » |
| — Charles Wilkes. Narrative of the United States exploring expedition during the years 1838-1842. | |   |

### George Turner (1861)
Descripció de les canoes de Samoa per un missioner que va viure allí dinou anys.
| « | ...The sail is triangular, and made of mating, When set, the base is up, and the apex down, quite the reverse of what we see in some other islands. The mat sails, however, are giving place to cloth ones, made in the form of European boat-sails... | » |
| — George Turner . Nineteen Years in Polynesia: Missionary Life, Travels, and Researches in the Islands of the Pacific. | |   |